# Karl Lind
Karl Gustaf Lind (ur. 19 sierpnia 1880 w Porvoo, zm. 16 lutego 1957) – zapaśnik reprezentujący Finlandię. Olimpijczyk ze Sztokholmu 1912, gdzie zajął szesnaste miejsce w wadze półciężkiej.

## Letnie Igrzyska Olimpijskie 1912
| Konkurencja             | Rundy eliminacyjne    | Rundy eliminacyjne     | Rundy eliminacyjne     | Klas. końcowa |
| Konkurencja             | Przeciwnik I          | Przeciwnik II          | Przeciwnik III         | Miejsce       |
| ----------------------- | --------------------- | ---------------------- | ---------------------- | ------------- |
| 82,5 kg styl klasyczny. | Ansgar Løvold (NOR) Z | Renato Gardini (ITA) P | Anders Ahlgren (SWE) P | 16.           |